# 크로냘레토
크로냘레토(이탈리아어: Crognaleto)는 이탈리아 아브루초주 테라모도에 위치한 코무네다. 그란산소 에 몬티델라라가 국립공원에 위치한다.

## 역사
이 지역 일대에 로마 이전시대의 거주 흔적이 있고 그런거에 비해서 크로냘레토가 있는 곳은 중세까지 인구가 드문곳이였다. 역사적으로 보았을때, 크로냘레토는 로세토의 관활권 아래에 있었다. 이탈리아 남부에 나폴레옹의 점령 기간 동안인 1813년에 처음으로 이 마을에 코무네라는 지위가 내려졌다.

## 음식

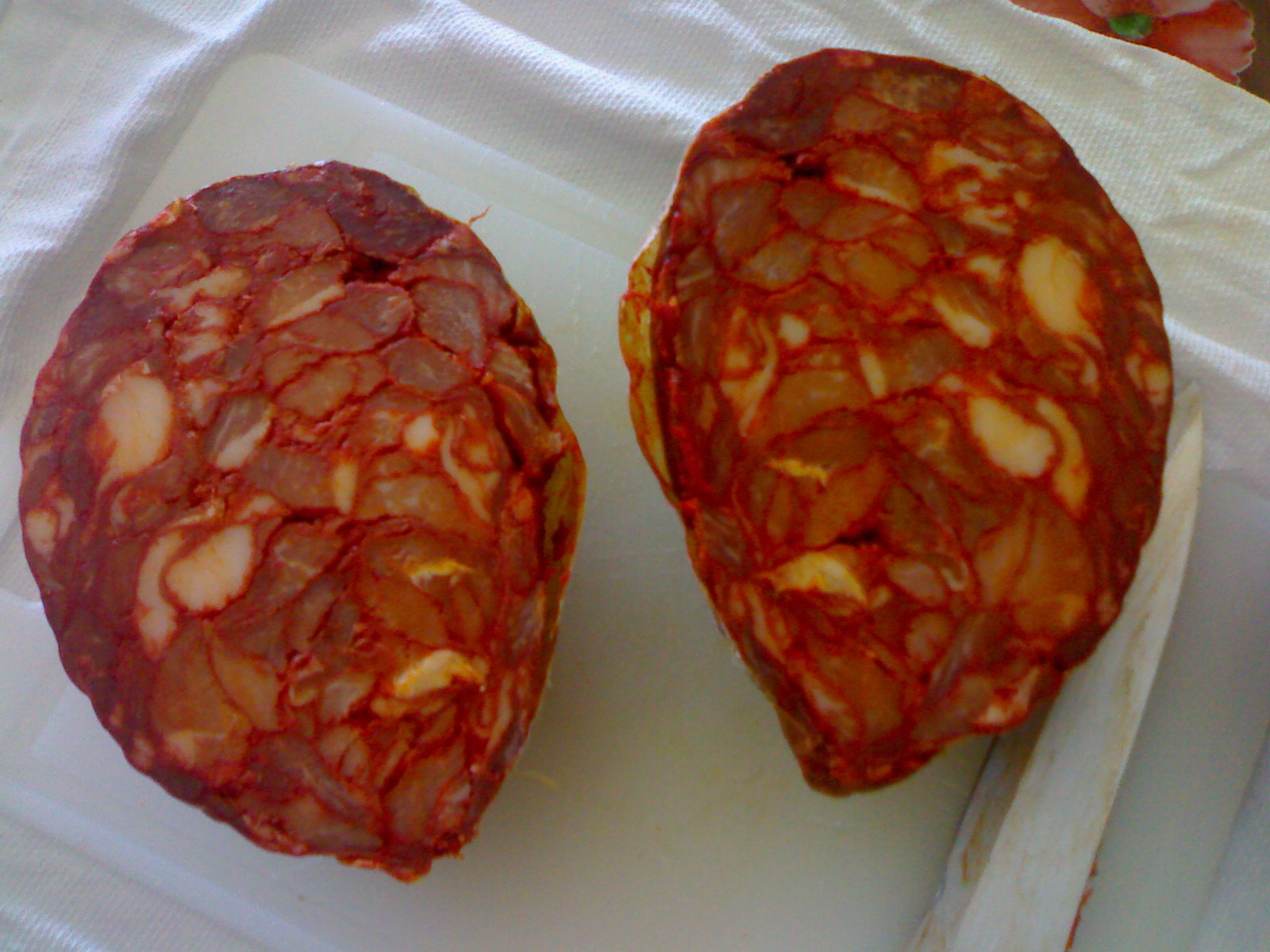
벤트리치나 소시지

벤트리치나는 이지역과 크로냘레토 인근에서 만들어지는 살짝 양념맛이 강한 소시지이다. 갈은 돼지고기를 익히지 않은 프로슈토와 소금 그리고 호추, 피망, 페페론치니(건조시킨 고추), 마늘 그리고 로즈마리 같은 양념과 섞는다. 때때로 전자에 언급한 섞은 돼지고기에 더해지는 회향 씨 와 오렌지 껍질을 돼지의 창자와 위가 숙성되기전에 그 위에 감싼다. 벤트르치나는 빵 위에 올리거나 그릴에 구워서 먹고 또는 브루스케타를 만들때 오븐에 굽는다.